# 黎仲璠
黎仲璠（越南语：／；1881年—？年），越南阮朝官員。

## 生平
黎仲璠是乂安省英山府南壇縣春柳總春柳社（今屬乂安省南壇縣南英社）人，嗣德三十四年（1881年）出生。維新四年（1910年），黎仲璠以上項蔭生秀才的身份應試，會試中格，庭試考中副榜。後任候補場通事。